# 韭菜台镇
韭菜台镇，是中华人民共和国辽宁省鞍山市台安县下辖的一个乡镇级行政单位。

## 行政区划
韭菜台镇下辖以下地区：
韭菜台村、杨塘村、曾口村、偏养子村、淮子泡村、王坨子村、四方台村和平台子村。